# Haivoron, Volodarka
Haivoron (în ucraineană Гайворон) este o comună în raionul Volodarka, regiunea Kiev, Ucraina, formată numai din satul de reședință.

## Demografie
Componența lingvistică a comunei Haivoron
     Ucraineană (98,37%)
     Rusă (1,63%)
Conform recensământului din 2001, majoritatea populației comunei Haivoron era vorbitoare de ucraineană (98,37%), existând în minoritate și vorbitori de rusă (1,63%).